# 豪華な食卓 (ベイエレンの絵画)
『豪華な食卓』（ごうかなしょくたく、蘭: Pronkstilleven、英: Banquet Still Life）は、オランダ絵画黄金時代の画家アブラハム・ファン・ベイエレンが1655年にキャンバス上に油彩で制作した絵画である。画面右側のテーブルの端に「AVB f」という画家のモノグラムの署名が記されている。作品は1977年にレンブラント協会（オランダの美術館の美術品購入を援助する芸術庇護者の協会）の援助により購入されて以来、デン・ハーグのマウリッツハイス美術館に所蔵されている。

## 作品

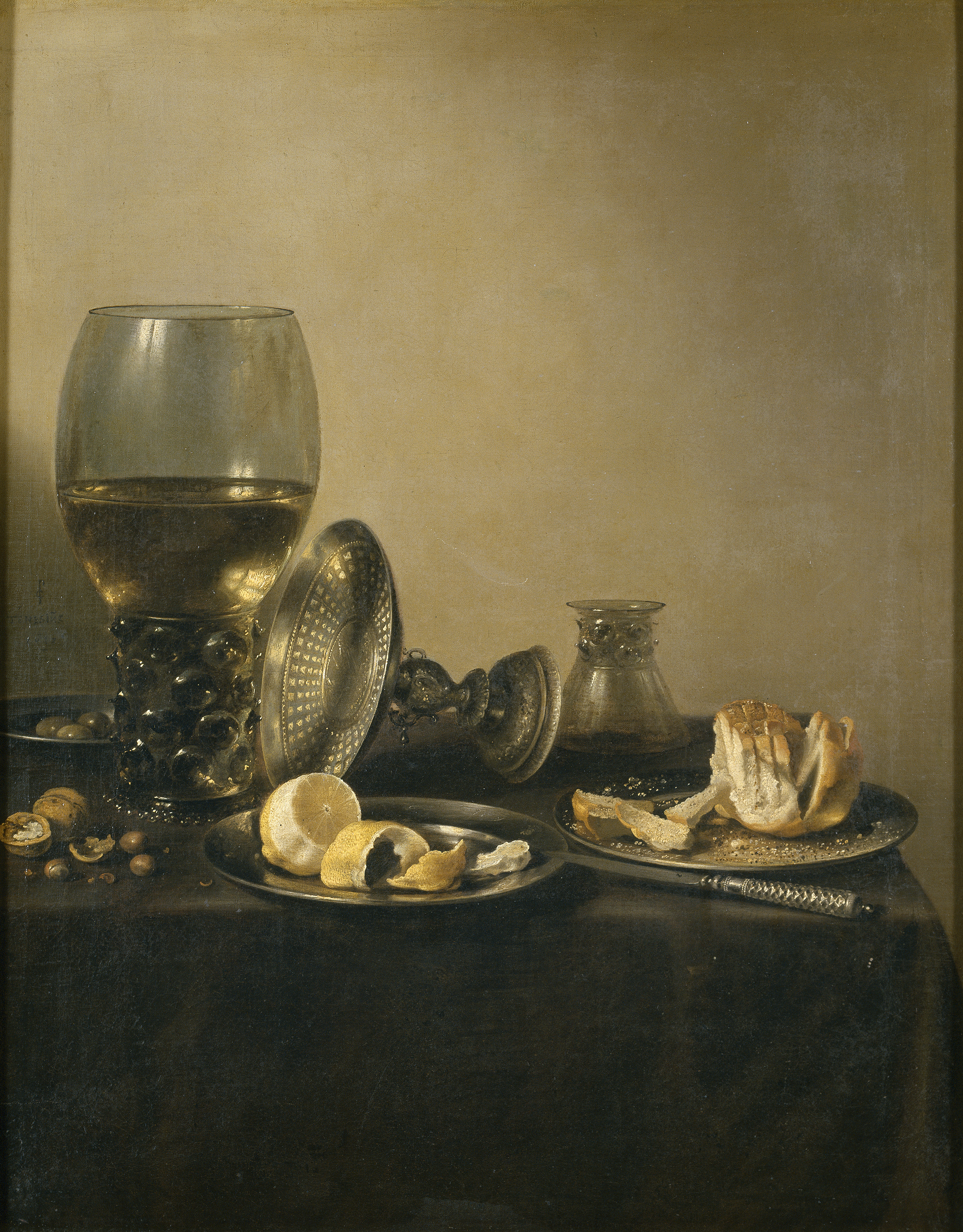
ピーテル・クラースゾーン『レーマーグラスと脚付き鉢、パンのある静物』 (1627年)、プラド美術館、マドリード

アブラハム・ファン・ベイエレンは今日、贅を凝らした食卓の図で最もよく知られている。彼が1650年を過ぎて間もなく手掛けたこの種の静物画を、ピーテル・クラースゾーンなどの画家による質素で地味な静物画と比べると、高価な銀皿、金の杯、精巧な細工を施したガラス器や磁器の描かれる点で相違がある。食卓の食べ物も富と繁栄、浪費を示唆する。大量のワイン、大きな肉の塊、魚介類、外国産の果物などが並び、鑑賞者の食欲をそそる。
この絵画には、節度を心掛けるようにという教訓が示されている。画面の贅沢品はどれも時間が経てば朽ちるように、生命にも人生にも限りがあることを表しているのである。画面左端の蓋の開いた時計は片時も休まない時間の経過を象徴しており、残された時間は瞬く前に失われることを意味する。

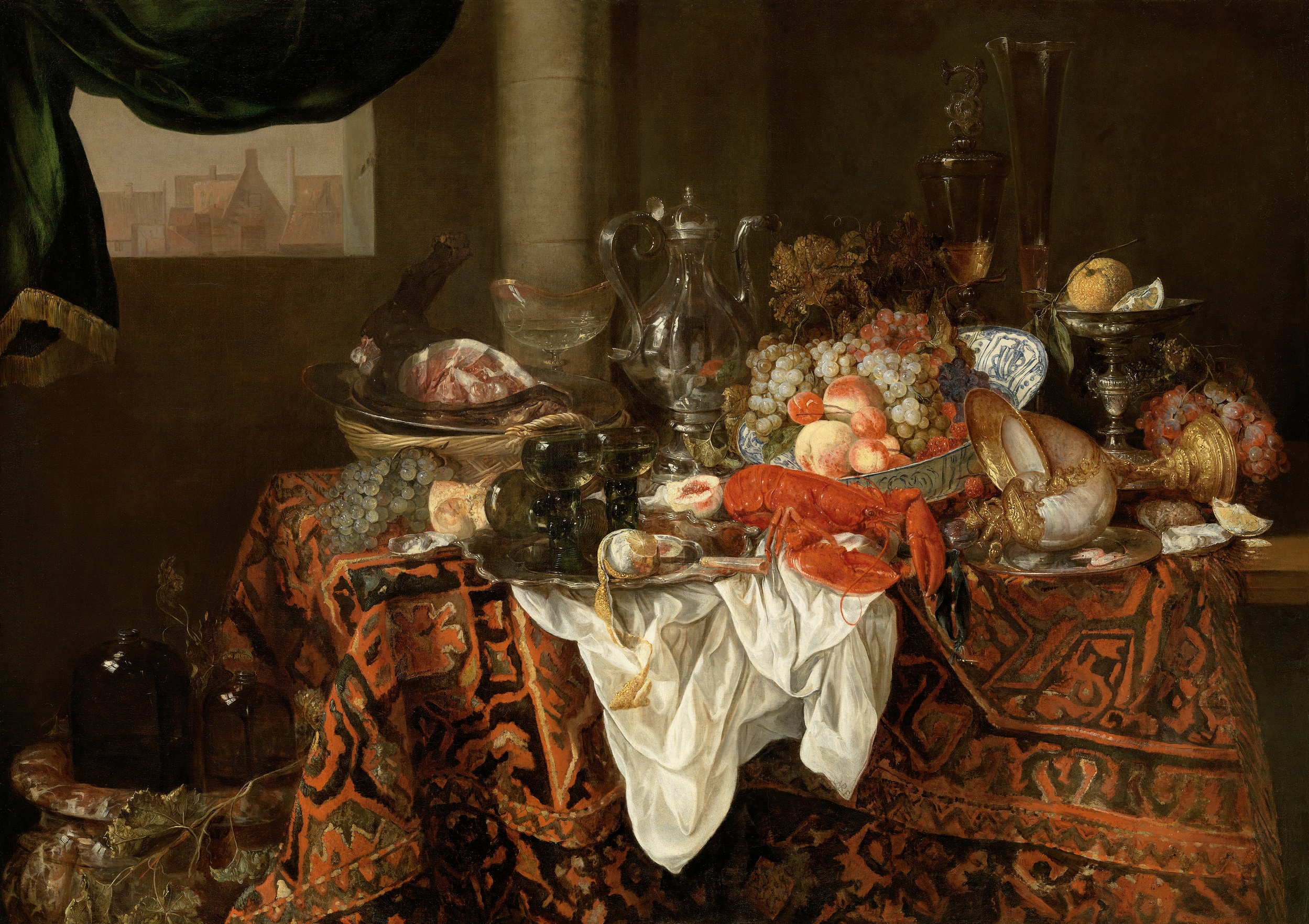
アブラハム・ファン・ベイエレン『風景のある静物』 (1650年代)、個人蔵 (リヒテンシュタイン美術館に寄託)

ファン・ベイエレンの静物画は、やわらかめの筆触と同じモティーフの反復を特徴とする。たとえば、ワイン入れとして用いられている把手のついた銀製の水差しは、彼の数点の作品に寸分違わず同じ角度で登場する。ファン・ベイエレンが素描をしたことがあると思われるこの水差しには見事な装飾が施されており、把手は優美な婦人を象り、注ぎ口は動物の頭の形をしている。中でも一番の見どころは、鏡のように滑らかな表面に映るイメージである。ファン・ベイエレンは、銀色の水差し上の反映の中に画架に向かって立つ自身の姿を描き入れている。
ファン・ベイエレンは、水差し以外にも時計、剥いた皮がらせん状に垂れ下がるレモン、ハム、銀の皿などのモティーフを作品中に繰り返し描いているが、それらは水差しとは対照的に毎回異なる角度から表されている。絨毯と白布も常にテーブルの上に広げられるが、テーブルの縁から垂れ下がる様は作品によって必ず変化がつけられている。本作にのみ用いられているのは、ふんだんな装飾が施され、蓋の頂部に人物像を配した金の杯だけであると思われる。
ファン・ベイエレンは生活に追われ、日々の糧を得るために多作を余儀なくされた。さらに作品を売るべく都市を転々としていた彼には、本作に見られるような豪華な贅沢品からなる食事は決して手の届かないものであったに違いない。